# Jannis Kounellis

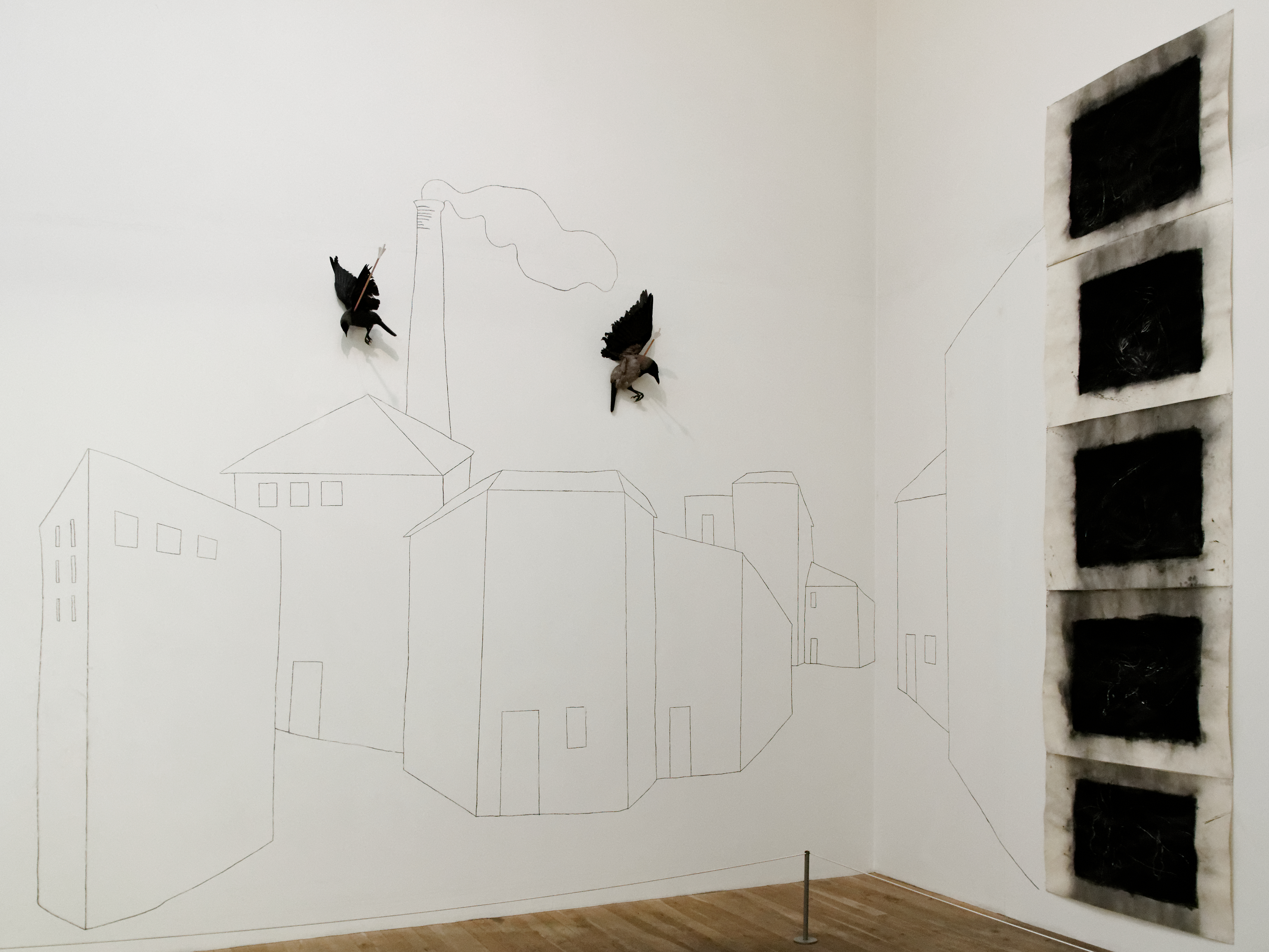
Zonder Titel, Tate Modern, Londen

Jannis Kounellis (Grieks: Γιάννης Κουνέλλης) (Piraeus, 23 maart 1936 - Rome, 16 februari 2017) was een Grieks beeldhouwer. Hij woonde vanaf de jaren 60 in Italië en behoorde met zijn werk tot de protagonisten van de arte povera-beweging. Hij wordt internationaal gezien als een belangrijke kunstenaar van zijn tijd binnen de beeldhouwkunst.

## Leven en werk
Kounellis begon zijn studie aan de kunstacademie in Athene en vervolgde deze vanaf 1956 aan de kunstacademie (Accademia di Belle Arti) in Rome. Sindsdien woonde en werkte hij in deze stad. In 1960 had hij zijn eerste solotentoonstelling.
Vanaf ongeveer 1963 nam Kounellis gevonden voorwerpen en alledaagse materialen in zijn beeldobjecten op. Hij gebruikte bijvoorbeeld aarde, leem, steenkool, teer, jutezakken, ijzer. Zijn gebruik van containers, touwen, loden platen en scheepswrakken herinnerde aan zijn jeugd in de Griekse havenstad Piraeus. Hij maakte installaties met brandende gasvlammen. Naast tekeningen maakte hij veel ruimtelijk werk. Zijn ontwerpen voor de openbare ruimte werden door hun materiaalkeuze als provocatief ervaren en zorgden voor discussie.
In 1969 brak hij door met een tentoonstelling met levende paarden in een galerie (galleria l’Attico) in Rome. In dat jaar nam hij ook deel aan de tentoonstelling When attitudes become form van Harald Szeemann in de Kunsthalle in Bern, en aan de tentoonstelling Op losse schroeven in het Stedelijk museum. In 1972 nam hij deel aan documenta V en in 1982 aan documenta VII in Kassel.
Kounellis maakte ook theaterdecors en schreef theaterstukken. Van 1993 tot 2001 was hij als professor verbonden aan de kunstacademie van Düsseldorf.

## Tentoonstellingen
Kounellis nam deel aan verscheidene tentoonstellingen, bijvoorbeeld:
- 1990 Stedelijk Museum, Amsterdam
- 1995 Hamburger Kunsthalle, Hamburg
- 2011 Museum Kurhaus Kleef, Kleef[1]

## Trivia
- Een voorstel voor een sculptuur met ijzer en steenkool voor Den Haag vond geen instemming.
- Een sculptuur met een galg met een net met meubels wekte verontwaardiging in Schwäbisch Gmünd in Duitsland.